# Cephalophus ogilbyi
El duiker de Ogilby, también duiquero de Ogilby (Cephalophus ogilbyi), es una especie de mamífero artiodáctilo de la familia Bovidae que habita Sierra Leona, Liberia, Ghana, sudeste de Nigeria, Guinea Ecuatorial isla de Bioko y posiblemente, Gabón.

## Subespecies
Se reconocieron dos subespecies:
- Cephalophus ogilbyi ogilbyi
- Cephalophus ogilbyi crusalbum

## Descripción
Este duiker pesa hasta 20 kilogramos y tiene una altura hasta los hombros de 56 centímetros. Su color varía desde castaño pasando por caoba hasta marrón oscuro; como los otros duikers tiene los cuartos traseros grandes. Vive principalmente en la selva ecuatorial a gran altura, donde se alimenta principalmente de frutos caídos  

## Conservación
La población se estima en 30 000 individuos, con 12 000 de la subespecie C. o. ogilbyi y 18 000 de C. o. crusalbum. En la Lista Roja de la UICN de cataloga como preocupación menor, sin embargo enfrenta varias amenazas en su área de distribución como la caza y el deterioro y pérdida de su hábitat.